# Saduceusze

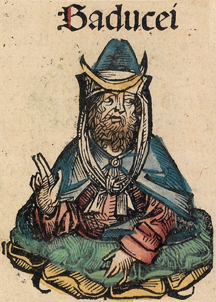
Późnośredniowieczne lub wczesnonowożytne wyobrażenie saduceusza (ilustracja z Kroniki norymberskiej), 1493.

Saduceusze (hebr. צְדוּקִים Ṣĕdûqîm, gr. Σαδδουκαῖοι) – stronnictwo religijno-polityczne w Judei w starożytnym Izraelu zawiązane wokół kapłanów Świątyni Jerozolimskiej wywodzących się z rodu Sadoka, arcykapłana Świątyni mianowanego przez Salomona. Pojawiło się w II w. p.n.e..
Możliwe, że nie nadali oni sobie tej nazwy sami, lecz że została ona nadana im przez innych z akcentem polemicznym.
| Saduceusze | Faryzeusze |
| --- | --- |
| Grupa kapłańska i arystokratyczna. Stanowili większość w organach decyzyjnych.                                             | Dzięki niższej pozycji w hierarchii społecznej mieli większy kontakt z ludem, który uznawał ich za autorytet duchowo-religijny. Byli liczniejsi od saduceuszy. Mimo że nie stanowili większości w organach decyzyjnych, cieszyli się dość dużą władzą z uwagi na poparcie ludu. |
| Zwolennicy hellenizacji.                                                                                                   | Przeciwnicy hellenizacji. |
| Uznawanie jedynie Tory. Odrzucenie prawa ustnego i proroków.                                                               | Uznawanie Tory na równi z prawem mówionym, tradycją i prorokami. |
| Niewiara w życie wieczne. Według saduceuszy dusza po śmierci odchodzi. Zaprzeczali karze lub nagrodzie w życiu po śmierci. | Wiara w nieśmiertelność duszy i życie pośmiertne, nagroda lub kara wyrażona jakością życia po śmierci. |
| Niewiara w istoty nadprzyrodzone (poza Bogiem) takie jak anioły lub demony.                                                | Wiara w anioły i demony (saduceusze bowiem mówią, że nie ma zmartwychwstania, ani anioła, ani ducha, a faryzeusze uznają jedno i drugie. Dzieje apostolskie 23:8) |

Ostoją saduceuszy były zamożne warstwy społeczeństwa, sprzyjające asymilacji, najpierw w ramach kultury hellenistycznej, potem współpracy z Rzymem.
Byli reformatorskim odłamem ówczesnego judaizmu, dosłownie interpretowali księgi biblijne, odrzucali tradycję ustną. W przeciwieństwie do faryzeuszy odrzucali tendencje mistyczne, koncepcję zmartwychwstania oraz mesjanizmu. Byli także ich przeciwnikami politycznymi.
Kapłani przedstawieni w Nowym Testamencie to właśnie przedstawiciele saduceuszy. Stronnictwo zniknęło po przegranym antyrzymskim powstaniu (66–70 n.e.), zburzeniu Świątyni przez Tytusa i rozproszeniu Żydów.